# Ludwig Rellstab
Ludwig Adolf Friedrich Hans Rellstab (Schöneberg, 23 de novembre de 1904 - Wedel, 14 de febrer de 1983), fou un jugador d'escacs alemany, que ostentà el títol de Mestre Internacional des de 1950.

## Biografia
Ludwig Rellstab era fill del físic Ludwig M. Rellstab i la seva esposa Anna Kuhlgatz. La seva germana gran fou la pianista Annekäthe Rellstab, i el crític musical Heinrich Friedrich Ludwig Rellstab fou el seu besavi patern.
Amb uns onze anys Rellstab aprengué a la família a jugar als escacs. Després de la seva graduació el 1924 es va iniciar en el mateix any a la Universitat de Berlín per estudiar Matemàtiques i Física. Més tard es va traslladar amb els mateixos estudis a la Universitat de Múnic. Després d'un parell de semestres, va abandonar els seus estudis sense grau i es guanyà la vida a partir de llavors com a jugador i escriptor d'escacs. Des de 1932 a 1943 fou periodista personal al diari Scherl-Verlag a Berlín. Des d'abril de 1943 a setembre 1944, va liderar els editors de les revistes d'escacs alemanyes.
El Club d'Escacs de Berlín el va acceptar aviat com a membre. Allí va conèixer a Emanuel Lasker, Akiba Rubinstein i Richard Teichmann. A Duisburg el 1929 hi obtingué el títol de Mestre de la Federació Alemanya d'Escacs. Fou 11è al fort torneig de Kemeri de 1937 (guanyat per Samuel Reshevsky, Vladimirs Petrovs i Salo Flohr).
En els anys següents va participar en molts torneigs, destacant el 1942 en guanyar el Gran Torneig de la Federació Alemanya d'Escacs (9è Campionat del III Reich) a Bad Oeynhausen. Al Campionat d'Europa (no oficial) de Múnic del mateix any va derrotar el campió del món regnant, Aleksandr Alekhin, tot i que fou finalment només 8è (de 12); el campió fou Alekhin.
Al final de la Segona Guerra Mundial va fer de soldat a Àustria i Hongria. L'estiu de 1945 s'instal·là a Hamburg i va fundar un any després (juliol de 1946), juntament amb Carl Ahues i Hans Rodenburg el Club d'Escacs de la Societat d'Hamburg. El 1950 va intervenir amb el club campió del Campionat Nacional d'equips d'escacs alemany. Durant anys, va intervenir com a columnista del diari Hamburger Abendblatt.
Va ser tres vegades campió de la ciutat de Berlín i cinc vegades campió de la ciutat d'Hamburg. Altres triomfs foren a Sopot 1937, Bad Elster 1938, Stuttgart 1947, Cuxhaven 1950, Vyborg 1957, Hastings 1973, i Bagneux 1973. Va representar Alemanya en l'Olimpíada d'escacs de 1936 a Múnic, i posteriorment la RFA en tres Olimpíades d'escacs (1950, 1952, 1954).
També va fer classes d'escacs i va treballar en moltes revistes d'escacs. Va treballar per a la Federació Alemanya d'Escacs durant quinze anys com a secretari d'organització, director de torneigs i responsable de premsa. És a través d'aquest treball, però també a través dels seus amplis coneixements, com es va guanyar el sobrenom afectuós de "Professor Escacs".
El 1950 va li va ser atorgat per la FIDE el títol de Mestre Internacional. Un any més tard es va convertir en àrbitre oficial de la FIDE. Així mateix va ser editor de l'Anuari Schach-Taschen-Jahrbuches.
Va tenir un fill, Ludwig (* 1935), que era com el seu pare, un bon jugador d'escacs, però no s'acostà al nivell de destresa assolit per ell.
A l'edat de 78 anys va morir el 1983 a Wedel. El seu millor Elo històric va ser de 2609, aconseguit al juny de 1938.

## Publicacions
- Damengambit. Lehrbuch für Anfänger und Fortgeschrittene (gambit de dama. Llibre de text per principiants i intermedis) (1949)
- Das Schachspiel. Ein Grundlehrgang mit planmäßiger Darstellung der Schacheröffnungen (El joc dels escacs. Un curso bàsic de presentació prèvia de les obertures dels escacs (1956)
- Weltgeschichte des Schachs - Dr. Emanuel Lasker, Verlag Dr. Wildhagen, Hamburg (Història del Món dels Escacs) (1958)
- Streitfälle aus der Turnierpraxis
- Turnier-Taschenbuch (conjuntament amb Alfred Brinckmann)